# Římskokatolická farnost Jívová
Římskokatolická farnost Jívová je územní společenství římských katolíků v děkanátu Šternberk s farním kostelem svatého Bartoloměje.

## Historie farnosti
První písemná zmínka o obci pochází z roku 1269. Jívová původně patřila klášteru Hradisko, poté od poloviny 14. století hradu Tepenci a v roce 1406 ji získal kartuziánský klášter v Dolanech. V době husitských válek zpustla a byla opuštěna, k obnovení vsi došlo až v polovině 16. století. V roce 1581 se Jívová stala městečkem, jež získalo mílové právo, právo týdenního trhu a dvou jarmarků. Městečko se přes svůj jinak převážně zemědělský charakter rozvíjelo.
Když byl klášter v roce 1782 zrušen, spravoval Jívavou státní náboženský fond, od kterého ji roku 1825 odkoupil hrabě Filip Ludvík Saint Genois. Ovšem již roku 1850 v souvislosti se vznikem obecních samospráv se Jívová stala samostatnou obcí v politickém a soudním okrese Šternberk. Šlo o relativně velkou, převážně německou obec, která byla centrem pro blízké okolí. Po roce 1938 se obec stala součástí Sudet, po válce byli její původní obyvatelé vysídleni a Jívová byla dosídlena Čechy z vnitrozemí. Původní velikosti však již nedosáhla, mj. protože v poválečném období byla zbořena značná část zdejších domů.

## Duchovní správci
Od listopadu 2007 je administrátorem excurrendo R. D. Antonín Pechal.

## Bohoslužby
| Kostel              | Místo  | Bohoslužba (den) | Hodina | Poznámka     |
| ------------------- | ------ | ---------------- | ------ | ------------ |
| svatého Bartoloměje | Jívová | neděle           | 11.00  | Farní kostel |

## Aktivity farnosti
Každý týden vychází Informátor pro farnosti Šternberk, Mladějovice, Horní Loděnice a Jívová.
Ve farnosti se pravidelně koná tříkrálová sbírka. V roce 2018 se při ní v obci Jívová vybralo 15 134 korun.
V prosinci 2018 ve farnosti uděloval  svátost biřmování biskup Antonín Basler.